# Ді Фрізен
Ді Фрізен ( нім. Die Friesen) — регіональна політична партія у Нижній Саксонії в Німеччині. Партія прагне просувати інтереси фризької етнічної меншини в Німеччині.

## Діяльність
Політика партії має особливості просування нижньонімецької мови, а саме включає: введення нижньонімецької мови як обов’язкового предмета в школах.
Партія була членом Європейського вільного альянсу до 2018 року. </link>

## Дивись також
- Східна Фризія
- Фризія
- ризькі мови